# Noorwegen op de Olympische Zomerspelen 1956
Noorwegen nam deel aan de Olympische Zomerspelen 1956 in Melbourne, Australië en Stockholm, Zweden (onderdelen paardensport).

## Medailleoverzicht
| Sport    | Olympiër       | Discipline             | Medaille |
| -------- | -------------- | ---------------------- | -------- |
| Atletiek | Egil Danielsen | speerwerpen (m)        | Goud     |
| Atletiek | Audun Boysen   | 800m (m)               | Brons    |
| Atletiek | Ernst Larsen   | 3000m steeplechase (m) | Brons    |

## Deelnemers en resultaten

### Atletiek
| Olympiër        | Discipline             | Resultaat | Prestatie                                                                   |
| --------------- | ---------------------- | --------- | --------------------------------------------------------------------------- |
| Bjørn Nilsen    | 100m (m)               | 55e       | serie 7: 6de in 11,58                                                       |
| Bjørn Nilsen    | 200m (m)               | 42e       | serie 7: 3de in 22,33                                                       |
| Audun Boysen    | 800m (m)               | Brons     | serie 1: 1ste in 1.52,0 halve finale 2: 2de in 1.50,0 finale: 3de in 1.48,1 |
| Audun Boysen    | 1500m (m)              | DNS       | serie 3: niet gestart                                                       |
| Ernst Larsen    | 5000m (m)              | DNS       | serie 2: niet gestart                                                       |
| Ernst Larsen    | 3000m steeplechase (m) | Brons     | serie 1: 3de in 8.46,96 finale: 3de in 8.44,05                              |
| Egil Danielsen  | speerwerpen (m)        | Goud      | kwalificatie: 2de met 74,15m finale: 1ste met 85,71m (WR)                   |
| Sverre Strandli | kogelslingeren (m)     | 8e        | kwalificatie: 9de met 56,32m finale: 8ste met 59,21m                        |

### Kanovaren
| Olympiër   | Discipline     | Resultaat | Prestatie              |
| ---------- | -------------- | --------- | ---------------------- |
| Knut Østby | K-1 1000m (m)  | 10e       | serie 1: 4de in 4.27,1 |
| Knut Østby | K-1 10000m (m) | 8e        | 51.28,2                |

### Paardensport
| Olympiër                                         | Discipline  | Resultaat | Prestatie                                                       |
| Dressuur                                         | Dressuur    | Dressuur  | Dressuur                                                        |
| ------------------------------------------------ | ----------- | --------- | --------------------------------------------------------------- |
| Else Christophersen                              | individueel | 13e       | 739 punten                                                      |
| Ann-Lise Kielland                                | individueel | 27e       | 601,5 punten                                                    |
| Bodil Russ                                       | individueel | 29e       | 572,0 punten                                                    |
| Else Christophersen Ann-Lise Kielland Bodil Russ | team        | 7e        | 1912,5 punten                                                   |
| Springconcours                                   |             |           |                                                                 |
| Birck Elgaaen                                    | individueel | DNF       | 1ste ronde: 49ste met 108,5 strafpunten 2de ronde: niet gestart |

### Schietsport
| Olympiër         | Discipline                 | Resultaat | Prestatie                           |
| ---------------- | -------------------------- | --------- | ----------------------------------- |
| Anker Hagen      | 50m geweer 3 houdingen (m) | 30e       | 1124 punten: (390-377-357)          |
| Erling Kongshaug | 50m geweer 3 houdingen (m) | 15e       | 1151 punten: (394-386-371)          |
| Anker Hagen      | 50m geweer liggend (m)     | 13e       | 596 punten: (99-98-100-100-99-100)  |
| Erling Kongshaug | 50m geweer liggend (m)     | 7e        | 598 punten: (100-100-100-99-99-100) |
| Rolf Bergersen   | 100m lopend hert (m)       | 6e        | 409 punten: (203-206)               |
| John Larsen      | 100m lopend hert (m)       | 8e        | 390 punten: (199-191)               |
| Hans Aasnæs      | trap (m)                   | 11e       | 176 punten                          |

### Worstelen
| Olympiër       | Discipline     | Resultaat      | Prestatie                         |
| Grieks-Romeins | Grieks-Romeins | Grieks-Romeins | Grieks-Romeins                    |
| -------------- | -------------- | -------------- | --------------------------------- |
| Oddvar Vargset | -73kg (m)      | 11e            | 1ste ronde: V van BUL Petkov: 0-3 |

### Zeilen
| Olympiër                                                 | Discipline   | Resultaat | Prestatie                     |
| -------------------------------------------------------- | ------------ | --------- | ----------------------------- |
| Thor Thorvaldsen Carl Otto Svae Bjørn Oscar Gulbrandsen  | drakenklasse | 7e        | 3253 punten: (7-5-9-5-8-10-3) |
| Peder Lunde Sr. Odd Harsheim Halfdan Ditlev-Simonsen Jr. | 5,5m klasse  | 5e        | 3807 punten: (1-7-6-5-3-8-1)  |

Afghanistan · Argentinië · Australië · Bahama's · België · Bermuda · Birma · Brazilië · Brits-Guiana · Bulgarije · Cambodja* · Canada · Ceylon · Chili · Colombia · Cuba · Denemarken · Duits eenheidsteam · Egypte* · Ethiopië · Fiji · Filipijnen · Finland · Frankrijk · Griekenland · Groot-Brittannië · Hongarije · Hongkong · Ierland · IJsland · India · Indonesië · Iran · Israël · Italië · Jamaica · Japan · Joegoslavië · Kenia · Liberia · Luxemburg · Malakka · Mexico · Nederland* · Nieuw-Zeeland · Nigeria · Noord-Borneo · Noorwegen · Oeganda · Oostenrijk · Pakistan · Peru · Polen · Portugal · Puerto Rico · Roemenië · Singapore · Sovjet-Unie · Spanje* · Taiwan · Thailand · Trinidad en Tobago · Tsjecho-Slowakije · Turkije · Uruguay · Venezuela · Verenigde Staten · Vietnam · Zuid-Afrika · Zuid-Korea · Zweden · Zwitserland*

*alleen deelgenomen in Stockholm